# (3066) McFadden
(3066) McFadden es un asteroide perteneciente al cinturón de asteroides, descubierto el 1 de marzo de 1984 por Edward Bowell desde la Estación Anderson Mesa (condado de Coconino, cerca de Flagstaff, Arizona, Estados Unidos).

## Designación y nombre
Designado provisionalmente como 1984 EO fue nombrado McFadden en honor a la astrónoma estadounidense Lucy-Ann McFadden.